# 蓝琥珀

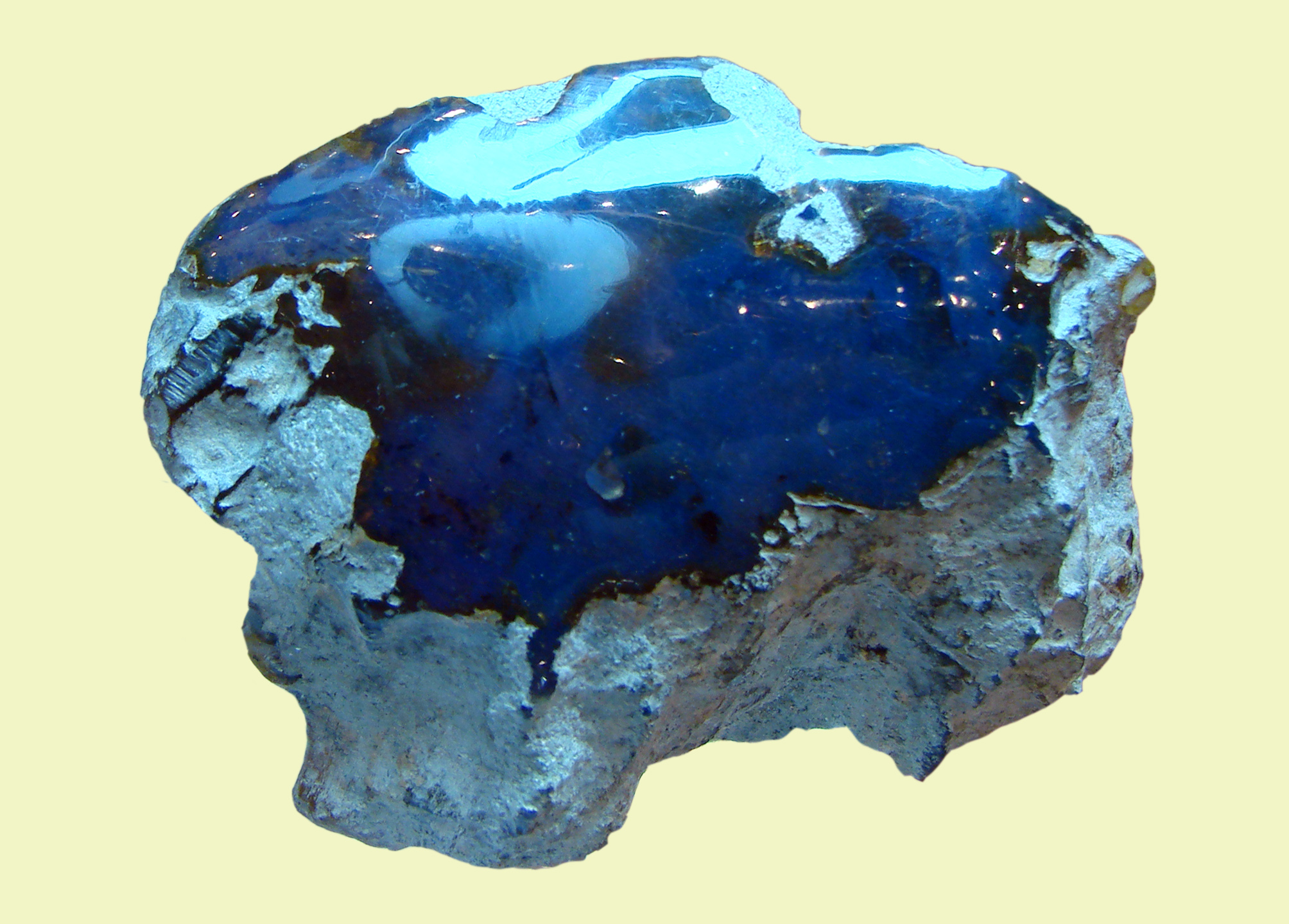
2500万至4000万美元的蓝琥珀

蓝琥珀或蓝珀是相对罕见琥珀品种之一，且因在日常阳光的照射下呈不同程度的青蓝色，别于一般琥珀的红黄褐黑等暖色彩，所以享有收藏家的美称—“蓝精灵”、“琥珀之王”。多米尼加共和国圣地亚哥市郊的山脉中打出了不少矿井专门用于琥珀的开采，这里盛产蓝琥珀。介于蓝琥珀的稀有，学者对这个品种的特征与形成尚知甚少。

## 颜色成因
若将一块蓝琥珀置于白色平面上（例如一张白纸），当阳光照射到蓝琥珀时，大量的光则会穿过半透明的琥珀晶体，被白纸反射，从而呈现出淡蓝的色调。倘若换用黑底色来衬托，大部分光线都被黑底色的物体吸收，而其余光线则会被琥珀本身的晶体反射入观察者的双眼。在琥珀晶体内丰富的碳氢化合物的作用下，转阳光的紫外光线为蓝琥珀著名的青蓝色调。这种奇特的碳氢化合物的反射作用仅能在紫外线下观察到，换用不含紫外光线的人造光就照耀不出来琥珀的青蓝，而呈现在观察者眼前的也只是一块黄褐色的普通琥珀，不足为奇。若没有使用紫外线来观察，人们很难辨别出蓝琥珀这品种。
蓝琥珀之所以“蓝”，就是因为晶体内特有的碳氢化合物，含有这种物质的琥珀主要产于多米尼加共和国，另有少数从墨西哥东岸的采集的琥珀呈蓝。这是因为多米尼加的蓝琥珀均源于多米尼加共和国境内生长的一个学名为 Hymenaea protera 的豆科古植物，这种植物早已绝种。鉴于此因，琥珀的其他品种，如波罗的海的琥珀品种，就看不到青蓝的光泽。
在阳光照射下生起的热聚合作用会产生芳香族多循环群碳氢化合物，化合物在恢复基态过程中，从阳光中吸收高能紫外线光子，放射低能可见光带的光子，具体的颜色完全取决于化合物荧光团的吸光度。近期的光学测量研究显示，多米尼加出产的蓝琥珀在430—530纳米间的荧光放射最强烈，甚至放射带有不少磷光特征（从放射时间角度来讲，放射磷光的物质要比放射荧光的物质更长久）。再谈多米尼加的红琥珀和黄琥珀，它们在可见光带波段的放射线相对较弱，整个可见光带波段找不到突出点，不过放射线仍然带有荧光特征。
关于多米尼加蓝琥珀的起源与形成过程学者们提出了诸多理论，有较可观的证据显示多米尼加蓝琥珀的形成归功于4千万至2千5百万年前森林被灾火焚烧时由于 Hymenaea protera 树木部分不完整的氧化而导致碳氢化合物蒽的合成，就是这些碳氢化合物给多米尼加琥珀赋予了与众不同的蓝色光芒。
多米尼加蓝琥珀含有芳香族的碳氢化合物给琥珀石添加了一股芳香气味，在对蓝琥珀加工雕刻时格外冲鼻。这亦是琥珀品种中独一无二的特征。

## 装饰品
蓝琥珀的稀有使得它成为收藏家和珠宝商的绝世佳品。近年来，蓝琥珀在阿拉伯世界深受欢迎，常被珠宝商制成高档的念珠（阿拉伯语：مسبحة）。

## 参阅
- 琥珀
- 多米尼加琥珀